# Trois Couleurs : Rouge
Pour les articles homonymes, voir Rouge (homonymie).
Série
Trois Couleurs : Blanc
(1994)
Pour plus de détails, voir Fiche technique et Distribution.
Trois Couleurs: Rouge est un film de mystère romantique dramatique psychologique artistique franco-helvético-polonais réalisé, co-écrit et produit par Krzysztof Kieślowski, sorti en 1994.
C'est le dernier volet de la trilogie Trois Couleurs (Bleu/Blanc/Rouge) qui explore successivement les trois termes de la devise de la France : « Liberté, Égalité, Fraternité ». Comme les deux premiers volets de la trilogie, le film évoque la solitude des personnages qu'il met en scène.
Kieślowski avait annoncé qu'il s'agirait de son dernier film, ce qui s'est tragiquement avéré avec la mort subite du réalisateur en 1996. Rouge parle de fraternité, qu'il interroge en montrant des personnages dont les vies deviennent progressivement étroitement liées, des liens se nouant entre deux personnages qui semblent avoir peu de choses en commun.
Rouge a été acclamé par la critique universelle et a été nommé pour trois Oscars, dont celui du meilleur réalisateur pour Kieślowski. Il a également été sélectionné comme film suisse pour le meilleur film en langue étrangère lors de la 67e cérémonie des Oscars, mais a été disqualifié parce qu'il ne s'agissait pas d'une production majoritairement suisse. Depuis lors, il a été largement considéré comme le meilleur film de la trilogie, le magnum opus de Kieślowski.

## Synopsis
Valentine, jeune mannequin, ramène chez son propriétaire une chienne égarée qu'elle vient de blesser avec sa voiture. Elle y découvre son maître qui vit seul, dans une étrange situation. Il paraît d'allure fort bougonne. Puis, après plusieurs visites, celui qui s'avère être un juge d'instruction à la retraite, lui fait part de ses écoutes téléphoniques illégales des conversations de ses voisins. Après un début difficile, ils finissent par se lier d'amitié. La méfiance s'estompe peu à peu, permettant l'échange de confidences.

## Fiche technique
Sauf indication contraire, les informations mentionnées dans cette section peuvent être confirmées par les bases de données cinématographiques IMDb et Allociné,  présentes dans la section « Liens externes ».
- Titre original français : Trois Couleurs : Rouge
- Titre polonais : Trzy kolory. Czerwony
- Réalisation : Krzysztof Kieślowski
- Scénario : Krzysztof Kieślowski et Krzysztof Piesiewicz
- Musique : Zbigniew Preisner
  - Musiques additionnelles : Bertrand Lenclos
  - Chanson : L'Amour au premier regard par Jean-Louis Murat
- Décors : Claude Lenoir
- Costumes : Corinne Jorry
- Maquillage : Nathalie Tanner
- Coiffure : Katrine Zingg
- Photographie : Piotr Sobociński
- Son : William Flageollet, Jean-Claude Laureux
- Montage : Jacques Witta
- Production : Marin Karmitz
  - Production déléguée : Yvon Crenn
- Sociétés de production :
  - France : MK2 Productions, France 3 Cinéma et CED Productions, avec la participation de Canal+, avec le soutien de Eurimages
  - Suisse : CAB Productions, en coproduction avec Télévision suisse romande, avec le soutien de l'Office fédéral de la culture
  - Pologne : Tor Production (Zespol Filmowy "Tor")
- Sociétés de distribution : MK2 Productions (France)
- Budget : n/a
- Pays de production :  France,  Pologne,  Suisse
- Langue originale : français
- Format : couleur (Eastmancolor) - 35 mm - 1,85:1 (Panavision) - son Dolby SR / Dolby Digital
- Genre : drame, romance, mystère
- Durée : 99 minutes
- Dates de sortie[2] :
  - France : 16 mai 1994 (Festival de Cannes) ; 14 septembre 1994 (sortie nationale)[3]
  - Pologne : 27 mai 1994
  - Suisse : août 1994 (Festival du film de Locarno)
  - Belgique : 15 septembre 1994 (Gand)
- Classification :
  - France : tous publics[4]
  - Pologne : plus de 12 ans
  - Belgique : potentiellement préjudiciable jusqu'à 12 ans (Mogelijk schadelijk voor kinderen onder de 12 jaar)[5]
  - Québec : tous publics (G - General Rating)

## Production
Le film a été tourné en Suisse dans le canton de Genève, à Genève, Cologny, Veyrier et Carouge, ainsi que dans le canton de Vaud, à l’Opéra de Lausanne.

## Distribution
Sauf indication contraire, les informations mentionnées dans cette section peuvent être confirmées par les bases de données cinématographiques IMDb et Allociné,  présentes dans la section « Liens externes ».
- Irène Jacob : Valentine Dussaut
- Jean-Louis Trintignant : Joseph Kern, le juge
- Jean-Pierre Lorit : Auguste Bruner
- Frédérique Feder : Karin
- Samuel Le Bihan : le photographe
- Marion Stalens : le vétérinaire
- Teco Celio : le barman
- Bernard Escalon : le disquaire
- Jean Schlegel : le voisin
- Elzbieta Jasinska : la femme
- Paul Vermeulen : l'ami de Karin
- Jean-Marie Daunas : le gardien du théâtre
- Roland Carey : le trafiquant
- Julie Delpy : Dominique
- Benoît Régent : Olivier
- Juliette Binoche : Julie Vignon (de Courcy) (caméo)
- Zbigniew Zamachowski : Karol Karol (caméo)
- Marc Autheman : Michel (voix)
- Brigitte Raul :
- Leo Ramseyer :
- Nader Farman :
- Cécile Tanner :
- Anne Theurillat :
- Neige Dolsky :
- Jessica Korinek :

## Réception
Le film a été inclus dans les « 100 films chauds du passé » du San Francisco Chronicle en 1997. Au total, Trois Couleurs: Rouge a reçu des critiques universellement positives. Il détient une note d'approbation de 100% sur Rotten Tomatoes, sur la base de 63 avis, avec une note moyenne de 8,8/10. Le consensus critique de Rotten Tomatoes se lit comme suit : "Un portrait complexe, émouvant et magnifiquement réalisé de vies interconnectées, Red est la conclusion captivante d'une trilogie remarquable". Sur Metacritic, il a reçu une note de 100 sur 100, basée sur 11 critiques, ce qui signifie « acclamation universelle ».

## Distinctions
Source : Internet Movie Database et Allociné
| Distinctions du film Trois Couleurs : Rouge | Distinctions du film Trois Couleurs : Rouge       | Distinctions du film Trois Couleurs : Rouge         | Distinctions du film Trois Couleurs : Rouge  | Distinctions du film Trois Couleurs : Rouge |
| Années                                      | Évènements                                        | Catégorie / Récompense                              | Nommé(es) / Lauréat(es)                      | Résultats                                   |
| ------------------------------------------- | ------------------------------------------------- | --------------------------------------------------- | -------------------------------------------- | ------------------------------------------- |
| 1994                                        | Association of Polish Filmmakers Critics Awards   | Golden Reel du meilleur film polonais               | Krzysztof Kieślowski                         | Lauréat                                     |
| 1994                                        | Awards Circuit Community Awards                   | Meilleur film en langue étrangère                   | Trois Couleurs : Rouge                       | Lauréat                                     |
| 1994                                        | Awards Circuit Community Awards                   | Mentions honorables                                 | Krzysztof Kieślowski                         | Lauréat                                     |
| 1994                                        | Boston Society of Film Critics Awards             | Meilleur film en langue étrangère                   | Trois Couleurs : Rouge                       | Lauréat                                     |
| 1994                                        | Camerimage                                        | Grenouille d'argent                                 | Piotr Sobociński                             | Lauréat                                     |
| 1994                                        | Camerimage                                        | Grenouille d'or                                     | Piotr Sobociński                             | Nomination                                  |
| 1994                                        | Festival international du film de Vancouver       | Film le plus populaire                              | Krzysztof Kieślowski                         | Lauréat                                     |
| 1994                                        | Los Angeles Film Critics Association Awards       | Meilleur film en langue étrangère                   | Krzysztof Kieślowski                         | Lauréat                                     |
| 1994                                        | National Board of Review                          | Top 5 des films en langue étrangère                 | Trois Couleurs : Rouge                       | Lauréat                                     |
| 1994                                        | New York Film Critics Circle Awards               | Meilleur film en langue étrangère                   | Trois Couleurs : Rouge                       | Lauréat                                     |
| 1994                                        | New York Film Critics Circle Awards               | Meilleur réalisateur                                | Krzysztof Kieślowski                         | Nomination                                  |
| 1994                                        | Prix du cinéma européen                           | Meilleur film européen de l'année                   | Marin Karmitz                                | Nomination                                  |
| 1995                                        | BAFTA Awards                                      | Meilleur réalisateur                                | Krzysztof Kieślowski                         | Nomination                                  |
| 1995                                        | BAFTA Awards                                      | Meilleure actrice                                   | Irène Jacob                                  | Nomination                                  |
| 1995                                        | BAFTA Awards                                      | Meilleur scénario adapté                            | Krzysztof Kieślowski                         | Nomination                                  |
| 1995                                        | BAFTA Awards                                      | Meilleur film en langue étrangère                   | Marin Karmitz et Krzysztof Kieślowski        | Nomination                                  |
| 1995                                        | Bodil                                             | Meilleur film en langue étrangère                   | Krzysztof Kieślowski                         | Lauréat                                     |
| 1995                                        | César                                             | César de la meilleure musique originale             | Zbigniew Preisner                            | Lauréat                                     |
| 1995                                        | César                                             | Meilleur film                                       | Krzysztof Kieślowski                         | Nomination                                  |
| 1995                                        | César                                             | Meilleur réalisateur                                | Krzysztof Kieślowski                         | Nomination                                  |
| 1995                                        | César                                             | Meilleur acteur                                     | Jean-Louis Trintignant                       | Nomination                                  |
| 1995                                        | César                                             | Meilleure actrice                                   | Irène Jacob                                  | Nomination                                  |
| 1995                                        | César                                             | Meilleur scénario original ou adaptation            | Krzysztof Kieślowski et Krzysztof Piesiewicz | Nomination                                  |
| 1995                                        | César                                             | Meilleur son                                        | William Flageollet et Jean-Claude Laureux    | Nomination                                  |
| 1995                                        | Chicago Film Critics Association                  | Meilleur film en langue étrangère                   | Trois Couleurs : Rouge                       | Lauréat                                     |
| 1995                                        | Chicago Film Critics Association                  | Meilleur réalisateur                                | Krzysztof Kieślowski                         | Nomination                                  |
| 1995                                        | Dallas-Fort Worth Film Critics Association Awards | Meilleur film en langue étrangère                   | Trois Couleurs : Rouge                       | Lauréat                                     |
| 1995                                        | Dallas-Fort Worth Film Critics Association Awards | Meilleur réalisateur                                | Krzysztof Kieślowski                         | Nomination                                  |
| 1995                                        | Film Independent's Spirit Awards                  | Meilleur film étranger                              | Krzysztof Kieślowski                         | Lauréat                                     |
| 1995                                        | Golden Globes                                     | Meilleur film en langue étrangère                   | Trois Couleurs : Rouge                       | Nomination                                  |
| 1995                                        | National Society of Film Critics Awards           | Meilleur film en langue étrangère                   | Trois Couleurs : Rouge                       | Lauréat                                     |
| 1995                                        | National Society of Film Critics Awards           | Meilleur film                                       | Trois Couleurs : Rouge                       | Nomination                                  |
| 1995                                        | National Society of Film Critics Awards           | Meilleur réalisateur                                | Krzysztof Kieślowski                         | Nomination                                  |
| 1995                                        | National Society of Film Critics Awards           | Meilleur scénario                                   | Krzysztof Kieślowski et Krzysztof Piesiewicz | Nomination                                  |
| 1995                                        | National Society of Film Critics Awards           | Meilleure cinématographie                           | Piotr Sobociński                             | Nomination                                  |
| 1995                                        | Oscars                                            | Meilleur réalisateur                                | Krzysztof Kieślowski                         | Nomination                                  |
| 1995                                        | Oscars                                            | Meilleur scénario original                          | Krzysztof Kieślowski et Krzysztof Piesiewicz | Nomination                                  |
| 1995                                        | Oscars                                            | Meilleure photographie                              | Piotr Sobociński                             | Nomination                                  |
| 1995                                        | Prix du Syndicat Français de la Critique          | Prix de la critique du meilleur film                | Krzysztof Kieślowski                         | Lauréat                                     |
| 1995                                        | SESC Film Festival                                | Prix du public du meilleur film en langue étrangère | Krzysztof Kieślowski                         | Lauréat                                     |
| 1995                                        | Turia Awards                                      | Prix du public du meilleur film en langue étrangère | Krzysztof Kieślowski                         | Lauréat                                     |
| 1995                                        | Turkish Film Critics Association (SIYAD) Awards   | Meilleur film en langue étrangère                   | 3e place                                     | Nomination                                  |
| 2015                                        | 20/20 Awards                                      | Meilleur film en langue étrangère                   | Trois Couleurs : Rouge                       | Nomination                                  |
| 2015                                        | 20/20 Awards                                      | Meilleure photographie                              | Piotr Sobociński                             | Nomination                                  |

### Sélections
- Festival de Cannes 1994 : compétition officielle
- Festival du film de New York 1994 : sélection[11]

## Éditions en vidéo
En France, le film Trois Couleurs : Rouge est sorti en DVD le 23 novembre 2001. Une version DVD accompagné d'un CD de la bande originale du film est sortie le 2 juin 2004. Une version Blu-ray est sortie le 13 octobre 2010. Le film est également sorti en VOD le 1er février 2016.

## Autour du film
- Chaque plan du film recèle au moins un objet de couleur rouge, clin d’œil évident au titre de l’œuvre.
- Juliette Binoche et Benoît Régent qui jouent dans Trois Couleurs : Bleu ainsi que Zbigniew Zamachowski et Julie Delpy qui jouent dans Trois Couleurs : Blanc font une brève apparition dans la scène finale, ancrant l'action de ce film chronologiquement après les deux autres.